# Estação de la Sagrera

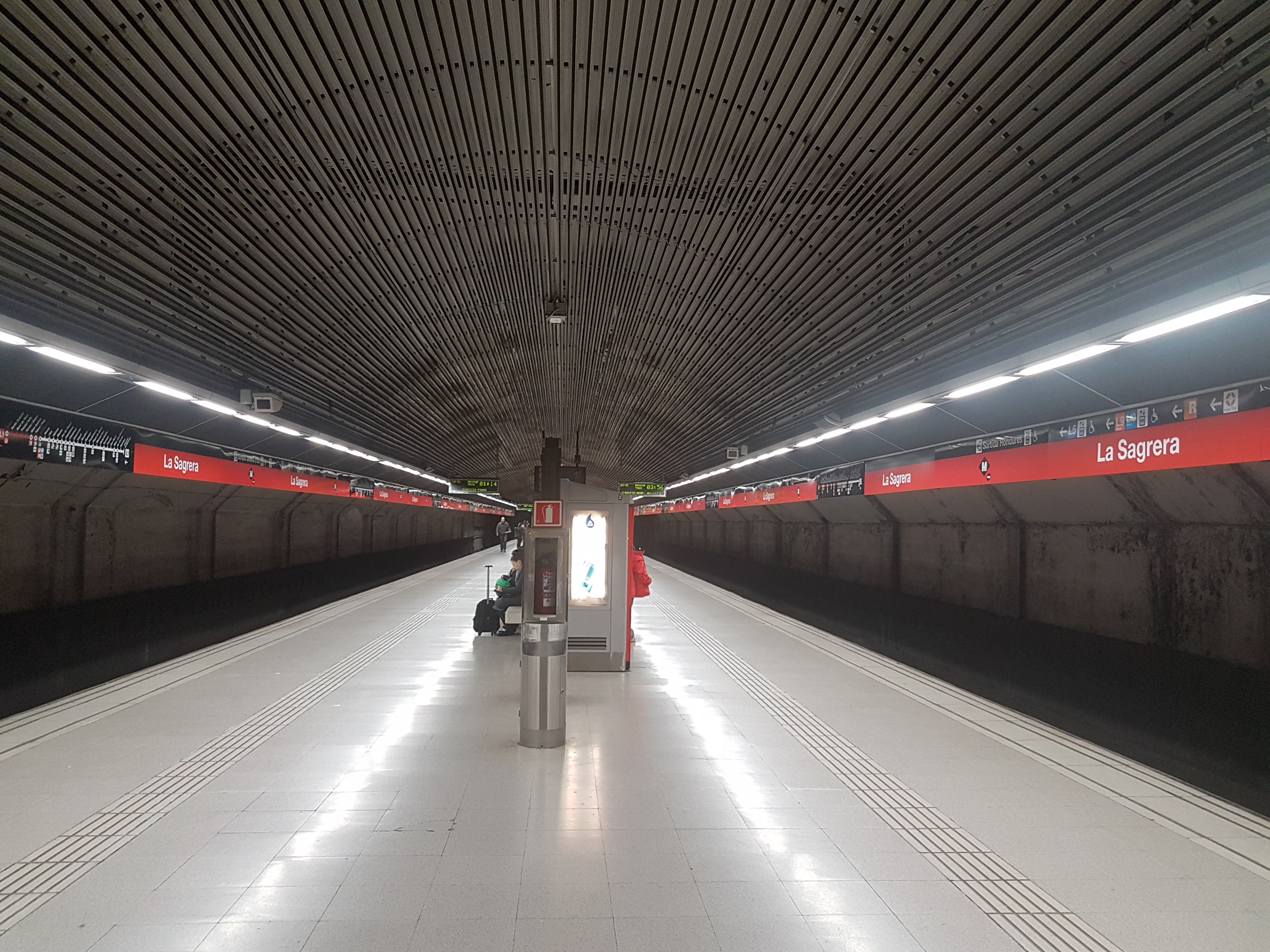
Estação de la Sagrera Linha 1 (2019).

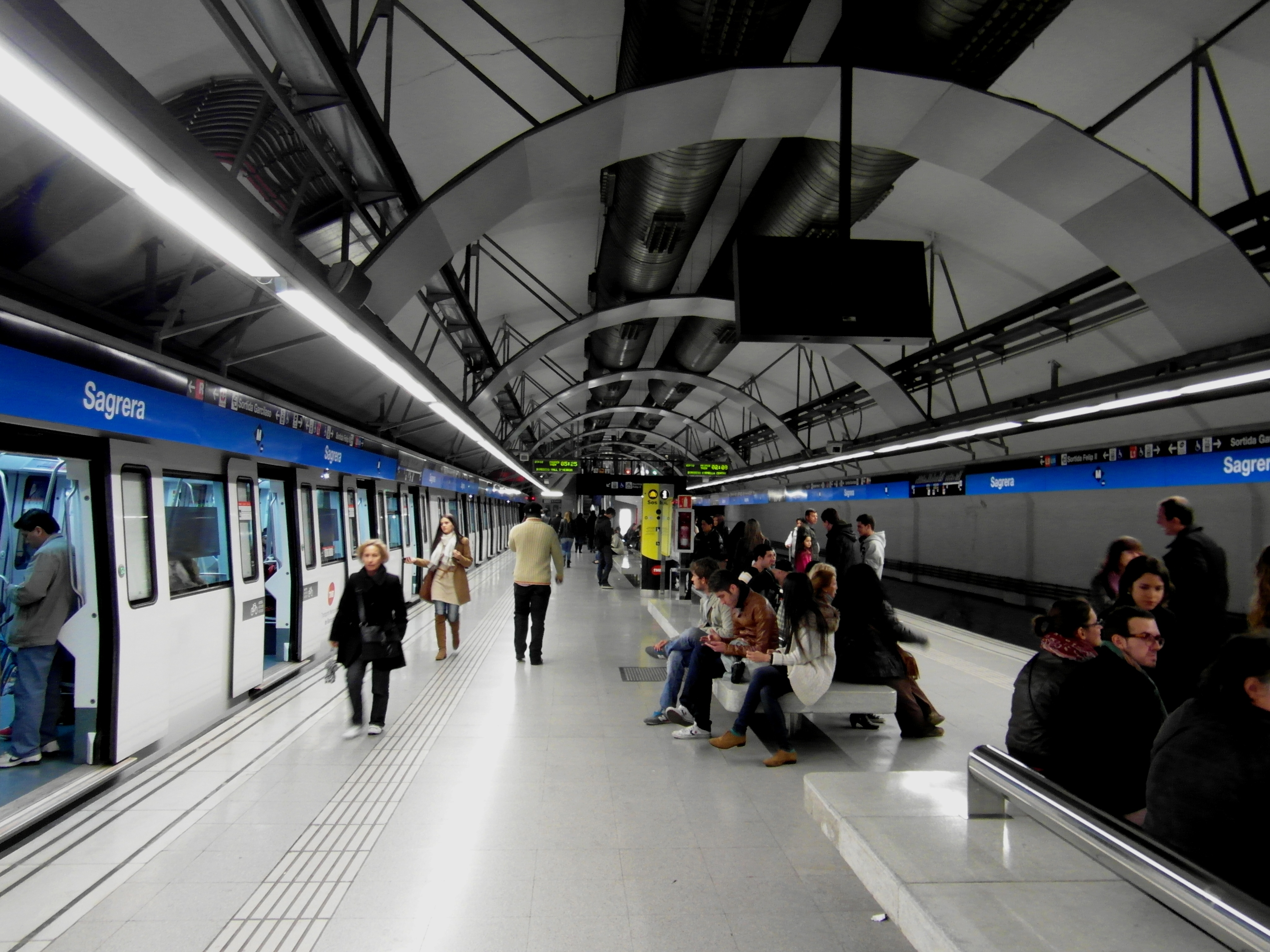
Estação de la Sagrera Linha 5 (2012).

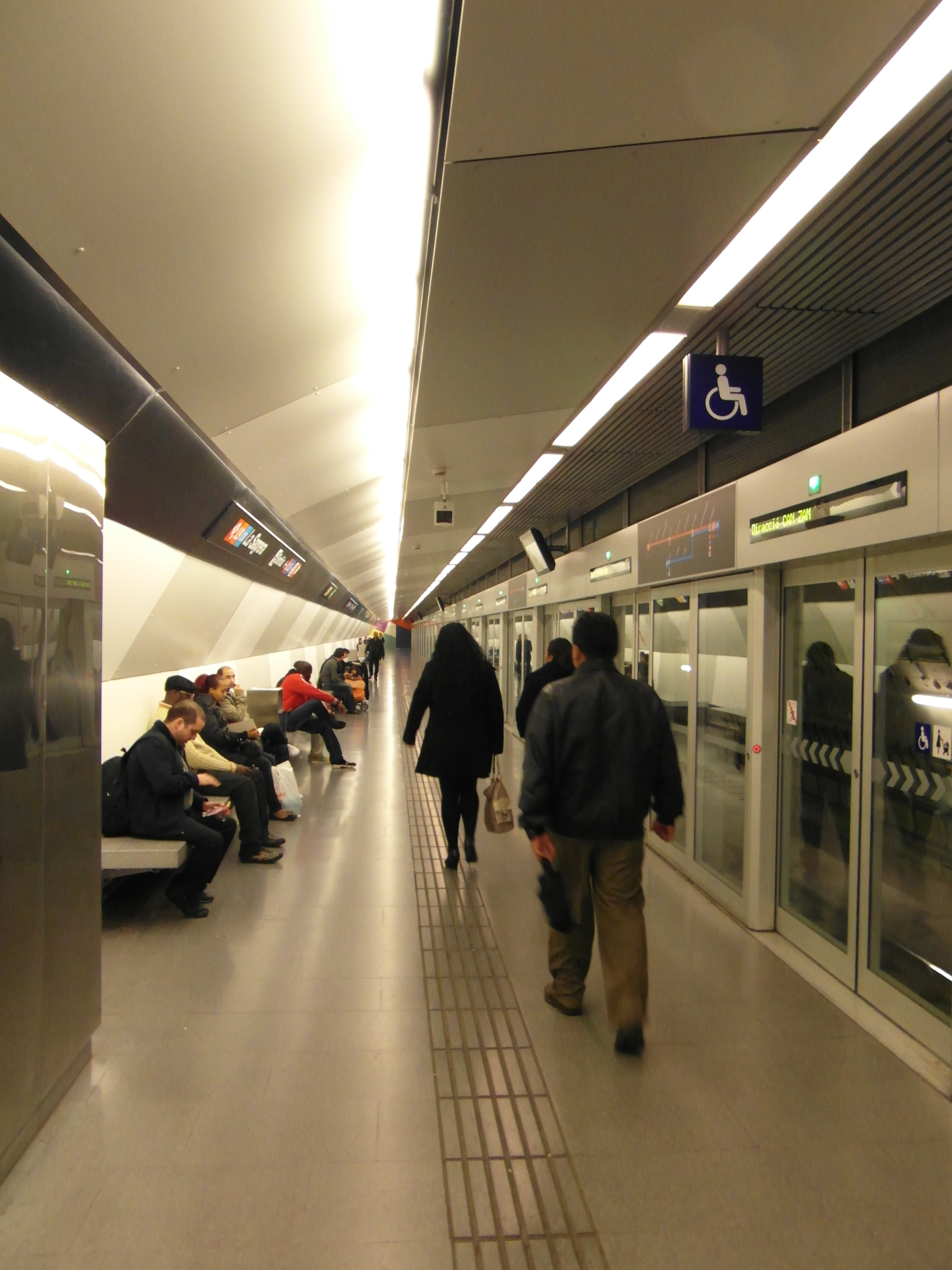
Estação de la Sagrera Linha 9 e 10 (2012).

La Sagrera (em catalão:  Estació de la Sagrera - em castelhano:  Estación de La Sagrera) é uma estação das linhas: Linha 1,  Linha 5, Linha 9 e Linha 10 do Metro de Barcelona. A estação será ampliada quando da conclusão da expansão da Linha 4  em construção partindo da estação La Pau em direção a Estação de la Sagrera.

## História

### Rodalies de Catalunya
A estação ferroviária Rodalies de Catalunya foi inaugurada em 16 de fevereiro de 2011 e entrou em operação em 20 de fevereiro. Está localizada sob a Avinguda Meridiana, entre as ruas Hondures e Martí Molins. Tem um acesso de cada lado da estação, sendo um deles também utilizado pela TMB. No piso superior encontra-se um hall equipado com máquinas de venda automática de bilhetes e guarda-volumes. No nível inferior, existem duas plataformas por onde circulam os trens.

### Metro de Barcelona
- A estação da Linha 1 do metrô de Barcelona foi inaugurada em 1954 com a abertura da linha entre Navas e esta estação. A estação está localizada sob a Avinguda Meridiana, entre as ruas de Hondures e Garcilaso. O nível superior da estação tem dois salões, um deles conectado à linha 5 do metrô de Barcelona e à estação ferroviária Rodalies de Catalunya. Estão equipados com máquinas de venda automática de bilhetes e um Centro de Informações TMB.[2]
- A estação da Linha 5 do metrô de Barcelona foi inaugurada em 1959 com a abertura da linha entre Vilapicina e esta estação. A estação está localizada sob a Avinguda Meridiana, entre as ruas Felip II e Garcilaso. Tem dois salões equipados com máquinas de venda automática de bilhetes e ligados à estação de metro L1 e L9 / L10.[4]
- A estação Linha 9 e Linha 10 do metrô de Barcelona foi inaugurada em junho de 2010 com a abertura da linha entre Bon Pastor e esta estação. L9 e L10 usam temporariamente o que será o futuro túnel L4, quando esta linha chegará à estação. A estação está localizada no cruzamento das ruas Avinguda Meridiana e Felip II. Está dividido em três níveis: o salão superior, a plataforma superior e a plataforma inferior. O átrio superior é utilizado em conjunto com a linha 5 e está equipado com máquinas de venda automática de bilhetes e um Centro de Controlo TMB. Na plataforma superior correm todos os trens que param na estação porque a plataforma inferior está atualmente fechada.[5]